# James Younghusband
James Joseph Younghusband (sinh ngày 4 tháng 9 năm 1986) là một cựu cầu thủ bóng đá người Philippines gốc Anh chơi chủ yếu ở vị trí tiền vệ phải và đôi khi là tiền đạo.
Sinh ra ở Surrey, Anh với cha là người Anh và mẹ là người Philippines, Younghusband từng chơi cho đội trẻ của Chelsea. Anh đã dành sự nghiệp đầu tiên của mình ở các cấp độ thấp hơn của bóng đá Anh với AFC Wimbledon, Staines Town, Woking và Farnborough. Anh chuyển đến Philippines vào năm 2011, nơi anh chơi cho San Beda, Loyola Meralco Sparks (sau này là Meralco Manila), Davao Aguilas và Ceres Negros.
Younghusband đã chơi cho đội tuyển quốc gia Philippines từ năm 2005 đến năm 2020, đại diện cho đất nước này tại SEA Game, AFF Cup và AFC Asian Cup. Anh đã có 101 lần khoác áo và ghi 12 bàn cho đội tuyển.
Em trai của Younghusband, Phil cũng là một cầu thủ bóng đá. Hai anh em từng là đồng đội ở cả câu lạc bộ và đội tuyển quốc gia.

## Thống kê sự nghiệp

### Bàn thắng quốc tế
| #   | Ngày                 | Địa điểm                                             | Đối thủ           | Bàn thắng | Kết quả | Giải đấu                         |
| --- | -------------------- | ---------------------------------------------------- | ----------------- | --------- | ------- | -------------------------------- |
| 1.  | 7 tháng 1 năm 2007   | Sân vận động Choa Chu Kang, Choa Chu Kang, Singapore | Singapore         | 1–1       | 1–4     | Giao hữu                         |
| 2.  | 12 tháng 10 năm 2010 | Sân vận động Quốc gia Cao Hùng, Cao Hùng, Đài Loan   | Ma Cao            | 3–0       | 5–0     | Cúp Long Đằng 2010               |
| 3.  | 24 tháng 10 năm 2010 | Sân vận động Quốc gia Lào mới, Viêng Chăn, Lào       | Lào               | 2–2       | 2–2     | Vòng loại AFF Cup 2010           |
| 4.  | 15 tháng 3 năm 2011  | Trung tâm bóng đá MFF, Ulaanbaatar, Mông Cổ          | Mông Cổ           | 1–0       | 1–2     | Vòng loại AFC Challenge Cup 2012 |
| 5.  | 21 tháng 3 năm 2011  | Trung tâm đào tạo trẻ, Yangon, Myanmar               | Myanmar           | 1–0       | 1–1     | Vòng loại AFC Challenge Cup 2012 |
| 6.  | 11 tháng 10 năm 2011 | Sân vận động tưởng niệm Rizal, Manila, Philippines   | Nepal             | 2–0       | 4–0     | Giao hữu                         |
| 7.  | 5 tháng 6 năm 2012   | Sân vận động tưởng niệm Rizal, Manila, Philippines   | Indonesia         | 1–1       | 2–2     | Giao hữu                         |
| 8.  | 4 tháng 6 năm 2013   | Sân vận động Vượng Giác, Hồng Kông                   | Hồng Kông         | 1–0       | 1–0     | Giao hữu                         |
| 9.  | 11 tháng 10 năm 2013 | Sân vận động Panaad, Bacolod, Philippines            | Đài Bắc Trung Hoa | 1–1       | 1–2     | Cúp Hòa bình Philippines 2013    |
| 10. | 3 tháng 9 năm 2014   | Sân vận động tưởng niệm Rizal, Manila, Philippines   | Đài Bắc Trung Hoa | 2–0       | 5–1     | Cúp Hòa bình Philippines 2014    |
| 11. | 5 tháng 9 năm 2017   | Sân vận động Panaad, Bacolod, Philippines            | Yemen             | 2–2       | 2–2     | Vòng loại Asian Cup 2019         |
| 12. | 6 tháng 12 năm 2018  | Sân vận động Quốc gia Mỹ Đình, Hà Nội, Việt Nam      | Việt Nam          | 1–2       | 1–2     | AFF Cup 2018                     |